# Чемпионат мира по шоссейно-кольцевым мотогонкам
Чемпионат мира по мотогонкам Гран-при (англ. World Championship Motorcycle Racing Grand Prix), также с 2002 года используется название MotoGP. — Серия гоночных Гран-при в четырёх классах.
Класс MotoGP является главным и самым престижным соревнованием по шоссейно-кольцевым мотогонкам на гоночных мотоциклах. Два младших класса Moto2 и Moto3 являются гонками поддержки для MotoGP, но при этом имеют статус чемпионата мира. Класс MotoE также является гонками поддержки для MotoGP, но в отличие от классов MotoGP, Moto2 и Moto3, в MotoE используются электромотоциклы. С момента запуска в сезоне 2019 года, в классе MotoE разыгрывался кубок мира, с сезона 2023 года соревнованию присвоен статус чемпионата мира.
Все четыре класса используют специальные мотоциклы-прототипы, которые отсутствуют в свободной продаже и не разрешены к эксплуатации на дорогах общего пользования.
Коммерческие права на чемпионат принадлежат международной компании Dorna Sports.
В MotoGP на Мото Гран-при Франции 1982 года в первый и единственный раз приняла участие женщина — Джина Бовэйрд.

## История
Чемпионат впервые был организован в 1949 году Международной федерацией мотоциклетного спорта (Fédération Internationale de Motocyclisme, FIM) и состоял из пяти классов: 500 см³, 350 см³, 250 см³ и 125 см³, а также класса мотоциклов с колясками и объёмом двигателя 600 см³. В 1950-х годах в чемпионате доминировали итальянские производители и, в особенности MV Agusta, выигрывавшая титулы в классе 500 см³ с 1958 по 1974 год. Вместе с этим также росли престиж и популярность чемпионата по всему миру, что однако повлияло и на рост расходов команд. В результате FIM приняла правило, которое привязывало количество цилиндров у двигателей к определенному классу: один цилиндр у двигателя 50 см³, два у 125 см³ и 250 см³ и четыре у 350 см³ и 500 см³.
В 1970-х годах побед стали добиваться европейские и японские производители, MV Agusta не удержала титул в «королевском» 500 см³ классе. В 1980 году был упразднен класс 350 см³, а к 1990 году в чемпионате осталось четыре класса: 500 см³, 250 см³ и 125 см³ и мотоциклы с колясками. Последние были исключены из Чемпионата мира в 1996 году; с 1997 года для них стал проводиться отдельный чемпионат. В это время в высшем классе чемпионата наступает эпоха доминирования японских производителей и американских пилотов, поздние девяностые стали золотой эрой Honda.
Сезон 2002 года ознаменовывается сменой 500 см³ класса на 990 см³, также меняется название чемпионата и его высшего класса на MotoGP. В 2007 в целях безопасности FIM принимает решение о снижении объема двигателей класса MotoGP до 800см³, также вводится ограничение количества используемых шин на гоночный уик-энд. 2010 год становится последним для существования 250 см³ класса — его сменяет Moto2 c 600-кубовыми двигателями от единого поставщика Honda. Moto2 также унифицирует некоторые узлы мотоцикла с целью снижения затрат. Класс 800см³ пробыл в чемпионате пять лет и в 2012 году был расширен до 1000 см³.

### Хронология
| Класс       | 1940-е    | 1950-е    | 1960-е    | 1960-е    | 1970-е    | 1980-е    | 1980-е    | 1980-е    | 1990-е    | 1990-е    | 2000-е    | 2000-е    | 2010-е    | 2010-е | 2010-е | 2020-е |
| ----------- | --------- | --------- | --------- | --------- | --------- | --------- | --------- | --------- | --------- | --------- | --------- | --------- | --------- | ------ | ------ | ------ |
|             | 49        | 50—59     | 60—61     | 62—69     | 70—79     | 80—82     | 83        | 84—89     | 90—86     | 97—99     | 00—01     | 02—09     | 10—11     | 12—18  | 19     | 20—25  |
| 500 см³     | 1949—2001 | 1949—2001 | 1949—2001 | 1949—2001 | 1949—2001 | 1949—2001 | 1949—2001 | 1949—2001 | 1949—2001 | 1949—2001 | 1949—2001 |           |           |        |        |        |
| MotoGP      |           |           |           |           |           |           |           |           |           |           |           | c 2002    | c 2002    | c 2002 | c 2002 | c 2002 |
| 350 см³     | 1949—1982 | 1949—1982 | 1949—1982 | 1949—1982 | 1949—1982 | 1949—1982 |           |           |           |           |           |           |           |        |        |        |
| 250 см³     | 1949—2009 | 1949—2009 | 1949—2009 | 1949—2009 | 1949—2009 | 1949—2009 | 1949—2009 | 1949—2009 | 1949—2009 | 1949—2009 | 1949—2009 | 1949—2009 |           |        |        |        |
| Moto2       |           |           |           |           |           |           |           |           |           |           |           |           | c 2010    | c 2010 | c 2010 | c 2010 |
| 125 см³     | 1949—2011 | 1949—2011 | 1949—2011 | 1949—2011 | 1949—2011 | 1949—2011 | 1949—2011 | 1949—2011 | 1949—2011 | 1949—2011 | 1949—2011 | 1949—2011 | 1949—2011 |        |        |        |
| Moto3       |           |           |           |           |           |           |           |           |           |           |           |           |           | c 2012 | c 2012 | c 2012 |
| 80 см³      |           |           |           |           |           |           |           | 1984—1989 |           |           |           |           |           |        |        |        |
| 50 см³      |           |           |           | 1962—1983 | 1962—1983 | 1962—1983 | 1962—1983 |           |           |           |           |           |           |        |        |        |
| с колясками | 1949—1996 | 1949—1996 | 1949—1996 | 1949—1996 | 1949—1996 | 1949—1996 | 1949—1996 | 1949—1996 | 1949—1996 |           |           |           |           |        |        |        |
| MotoE       |           |           |           |           |           |           |           |           |           |           |           |           |           |        | c 2019 | c 2019 |

## Регламент

### Технический регламент
Чемпионат мира по мотогонкам делится на четыре класса — Moto3, Moto2, MotoGP и класс электрических мотоциклов MotoE. До 2002 года высшим классом был класс 500 см³, но ввиду того, что в нем использовались 2-тактные двигатели и мотоциклы подобной схемы не применялись нигде больше, его было решено заменить классом MotoGP, использующим 4-тактные моторы до 990 см³. С 2007 по 2011 год (из-за опасности их скоростей) их объём был уменьшен до 800 см³, после чего в 2012 году вернулись к «литровым» спортпрототипам.
В отличие от мотоциклов класса «Супербайк», наличие омологационной партии не требуется, мотоциклы-прототипы могут быть построены хоть в единственном числе (но обычно каждый байк существует в двух готовых экземплярах — один запасной на случай замены невосстановимого повреждения основного экземпляра; также запасной мотоцикл используется для замены в том случае, когда трасса подсохла настолько, что необходимо переходить на слик). Минимальная масса мотоциклов MotoGP варьируется от 137 до 163 кг, в зависимости от количества цилиндров, но большинство предпочитает 4-цилиндровую схему, имеющую ограничение по сухой массе в 148 кг (с 2007).

### Чемпионат мира по мотогонкам Гран-при в классе MotoGP
В классе MotoGP используются мотоциклы с объёмом двигателя 1000 см³.

### Чемпионат мира по мотогонкам Гран-при в классе Moto2
Moto2 — это четырёхтактный класс, в котором используются моторы объёмом 600 см³. Был введён в 2010 году, заменив традиционный двухтактный класс с объёмом двигателя 250 см³.

### Чемпионат мира по мотогонкам Гран-при в классе Moto3
В 2012 году класс 125 см³ был заменён на класс Moto3. Здесь действует ограничение одноцилиндровыми 250 см³ четырехтактными двигателями с максимальным диаметром цилиндра 81 мм (3,2 дюйма). Минимальный общий вес мотоцикла и гонщика 148 кг (326 фунтов). Гонщик в классе Moto3 не может быть старше 28 лет или 25 для новичков, участвующих впервые и неизвестных людей (допуск на усмотрение организаторов).

### Гоночный регламент
Старт гонок проводится с места. Дистанция
варьируется по классам: Moto3 — 100 км, Moto2 — 110 км, МотоGP — 120 км.
Начисление очков производится по обычной для кольцевых мотогонок системе:
| Система начисления очков в Гран-при | Система начисления очков в Гран-при | Система начисления очков в Гран-при | Система начисления очков в Гран-при | Система начисления очков в Гран-при | Система начисления очков в Гран-при | Система начисления очков в Гран-при | Система начисления очков в Гран-при | Система начисления очков в Гран-при | Система начисления очков в Гран-при | Система начисления очков в Гран-при | Система начисления очков в Гран-при | Система начисления очков в Гран-при | Система начисления очков в Гран-при | Система начисления очков в Гран-при | Система начисления очков в Гран-при |
| Место                               | 1                                   | 2                                   | 3                                   | 4                                   | 5                                   | 6                                   | 7                                   | 8                                   | 9                                   | 10                                  | 11                                  | 12                                  | 13                                  | 14                                  | 15                                  |
| ----------------------------------- | ----------------------------------- | ----------------------------------- | ----------------------------------- | ----------------------------------- | ----------------------------------- | ----------------------------------- | ----------------------------------- | ----------------------------------- | ----------------------------------- | ----------------------------------- | ----------------------------------- | ----------------------------------- | ----------------------------------- | ----------------------------------- | ----------------------------------- |
| Очки                                | 25                                  | 20                                  | 16                                  | 13                                  | 11                                  | 10                                  | 9                                   | 8                                   | 7                                   | 6                                   | 5                                   | 4                                   | 3                                   | 2                                   | 1                                   |

Начиная с сезона 2023 года были введены спринтерские гонки. Спринтерские заезды проводятся в субботу после второй квалификации, основная гонка Гран-при проходит как и раньше в воскресенье. Спринтерские гонки короче основных заездов Гран-при примерно вдвое. Начисление очков за спринт идет первым 9 местам количество очком на половину меньше чем в основной гонке.
| Очки | 12 | 9 | 7 | 6 | 5 | 4 | 3 | 2 | 1 |

В зачёт марок идёт лучший результат по маркам.

## Чемпионы и призёры

### Чемпионы и призёры класса MotoGP
См. также Список чемпионов мира по мотогонкам Гран-при в классе MotoGP

#### Результаты за последние пять лет
| Сезон      | Чемпионы         | Очки | 2 место           | Очки | 3 место         | Очки |
| ---------- | ---------------- | ---- | ----------------- | ---- | --------------- | ---- |
| 2020       | Жоан Мир         | 171  | Франко Морбиделли | 158  | Алекс Ринс      | 139  |
| 2021       | Фабио Картараро  | 278  | Франческо Баньяя  | 252  | Жоан Мир        | 208  |
| 2022       | Франческо Баньяя | 265  | Фабио Картараро   | 248  | Энеа Бастианини | 219  |
| 2023       | Франческо Баньяя | 467  | Хорхе Мартин      | 428  | Марко Беццекки  | 329  |
| 2024       | Хорхе Мартин     | 508  | Франческо Баньяя  | 498  | Марк Маркес     | 392  |
| Источники: |                  |      |                   |      |                 |      |

### Чемпионы и призёры класса Moto2
См. также Список чемпионов мира по мотогонкам Гран-при в классе Moto2

#### Результаты за последние пять лет
| Сезон      | Чемпионы          | Очки  | 2 место         | Очки  | 3 место          | Очки |
| ---------- | ----------------- | ----- | --------------- | ----- | ---------------- | ---- |
| 2020       | Энеа Бастианини   | 205   | Лука Марини     | 196   | Сэм Лоус         | 196  |
| 2021       | Реми Гарднер      | 311   | Рауль Фернандес | 307   | Марко Беццекки   | 214  |
| 2022       | Аугусто Фернандес | 271.5 | Ай Огура        | 242   | Арон Канет       | 200  |
| 2023       | Педро Акоста      | 332.5 | Тони Арболино   | 249.5 | Фермин Альдегер  | 212  |
| 2024       | Ай Огура          | 274   | Арон Канет      | 234   | Мануэль Гонсалес | 195  |
| Источники: |                   |       |                 |       |                  |      |

### Чемпионы и призёры класса Moto3
См. также Список чемпионов мира по мотогонкам Гран-при в классе Moto3

#### Результаты за последние пять лет
| Сезон      | Чемпионы       | Очки | 2 место         | Очки | 3 место       | Очки |
| ---------- | -------------- | ---- | --------------- | ---- | ------------- | ---- |
| 2020       | Альберт Аренас | 174  | Тони Арболино   | 170  | Ай Огура      | 170  |
| 2021       | Педро Акоста   | 259  | Деннис Фоджа    | 216  | Серхио Гарсия | 188  |
| 2022       | Исан Гевара    | 319  | Серхио Гарсия   | 257  | Деннис Фоджа  | 246  |
| 2023       | Жауме Масиа    | 274  | Аюму Сасаки     | 268  | Давид Алонсо  | 245  |
| 2024       | Давид Алонсо   | 421  | Даниэль Ольгадо | 256  | Коллин Вейер  | 242  |
| Источники: |                |      |                 |      |               |      |

### Победители и призёры кубка, чемпионата класса MotoE

#### Результаты за последние пять лет
| Сезон          | Чемпионы        | Очки       | 2 место         | Очки       | 3 место         | Очки       |
| Кубок мира     | Кубок мира      | Кубок мира | Кубок мира      | Кубок мира | Кубок мира      | Кубок мира |
| -------------- | --------------- | ---------- | --------------- | ---------- | --------------- | ---------- |
| 2020           | Жорди Торрес    | 114        | Маттео Феррари  | 97         | Доминик Эгертер | 97         |
| 2021           | Жорди Торрес    | 100        | Доминик Эгертер | 93         | Маттео Феррари  | 86         |
| 2022           | Доминик Эгертер | 227        | Эрик Гранадо    | 192.5      | Маттео Феррари  | 162.5      |
| Чемпионат мира |                 |            |                 |            |                 |            |
| 2023           | Маттиа Казадеи  | 260        | Жорди Торрес    | 217        | Маттео Феррари  | 216        |
| 2024           | Эктор Гарсо     | 246        | Маттиа Казадеи  | 231        | Оскар Гутьеррес | 208        |
| Источники:     |                 |            |                 |            |                 |            |

## Закреплённые номера гонщиков
- 34 — Кевин Шванц (за заслуги)
- 46 — Валентино Росси (за заслуги)
- 48 — Сёя Томидзава (посмертно, 2010)
- 50 — Джейсон Дюпаскье (посмертно, 2021)
- 58 — Марко Симончелли (посмертно, 2011)
- 65 — Лорис Капиросси (за заслуги)
- 69 — Ники Хэйден (посмертно, 2017)
- 74 — Дайдзиро Като (посмертно, 2003)

### Комментарии
1. ↑  С вводом класса Moto3, в сезоне 2012 года, все кто выигрывал чемпионат, чемпионами становили по 1 разу.